# Хорштедт (Нижняя Саксония)
Хорштедт (нем. Horstedt) — община в Германии, в земле Нижняя Саксония.
Входит в состав района Ротенбург-на-Вюмме. Подчиняется управлению Зоттрум. Население составляет 1346 человек (на 31 декабря 2010 года). Занимает площадь 22,49 км².
Коммуна подразделяется на 4 сельских округа.